# Sturmia apicalis
Sturmia apicalis là một loài ruồi trong họ Tachinidae.